# Adolf von Kleve

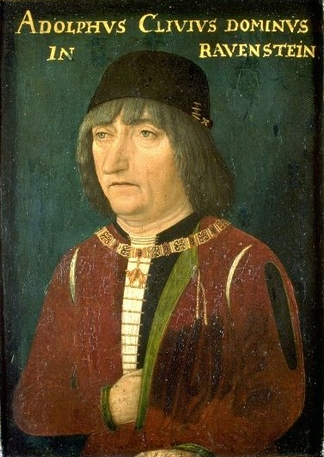
Porträt Adolfs von Kleve vom Meister der Fürstenbildnisse, um 1485

Adolf von Kleve (* 28. Juni 1425; † 18. September 1492 in Oostburg, Zeeland) war ein einflussreicher Adliger am burgundischen Herzogshof. Zum engsten Kreis der Hofadels gehörend, fungierte Adolf in der Zeit vom Juli 1475 bis 1477 als herzoglicher Generalstatthalter der Burgundischen Niederlande und übernahm nach dem Tod Marias von Burgund ab März 1483 für ihren seinerzeit noch unmündigen Sohn und Nachfolger Philipp den Schönen die Regentschaft im Herzogtum.

## Leben

### Kindheit und Jugend
Adolf kam als sechstes Kind und damit jüngster Sohn des Klever Herzogs Adolf I. und seiner zweiten Frau Maria von Burgund zur Welt. Durch seine Mutter war er Neffe des burgundischen Herzogs Philipp des Guten, an dessen Hof er gemeinsam mit seinem älteren Bruder Johann aufwuchs und erzogen wurde. Zunächst war er für eine kirchliche Laufbahn vorgesehen, weshalb Philipp der Gute 1446 die Ernennung Adolfs zum Erzbischof von Köln durch Eugen IV. bewirkte. Der Papst versuchte auf diese Weise, den Erzbischof Dietrich II. von Moers seines Amtes zu entheben und damit die Soester Fehde zu beenden. Dieses Vorhaben scheiterte jedoch, und die Ernennung Adolfs blieb ohne jegliche Auswirkungen.

### Erbschaft und Aufstieg am Herzogshof

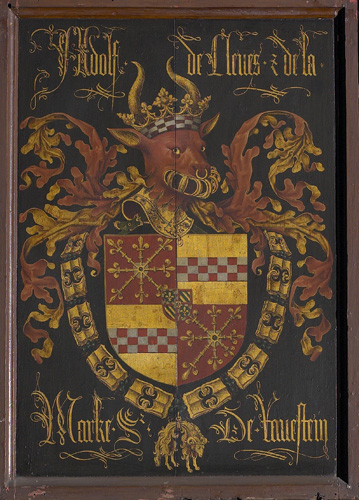
Wappen des Adolf von Kleve-Mark mit der Collane des Ordens vom Goldenen Vlies

Nach dem Tod seines Vaters erhielt Adolf 1450 gemäß der testamentarisch verfügten Erbteilung neben einer finanziellen Abfindung die brabantischen Lehen Ravenstein, Herpen und Uden sowie eine Anwartschaft auf die Herrschaft Winnendahl, die aus der Mitgift seiner Mutter stammte. Im Gegenzug musste er dafür auf das Herzogtum Kleve und die Grafschaft Mark verzichten. Die Herrschaft in Ravenstein konnte er jedoch erst 1463 nach dem Tod seiner Mutter, diejenige in Winnendahl sogar erst 1473 antreten. Dort ließ er das Schloss Wijnendale zu seiner repräsentativen Hauptresidenz ausbauen.
Ab 1443 nahm Adolf an allen großen Kriegszügen des burgundischen Herzogs teil und unterstützte ihn auch 1453 in der Schlacht bei Gavere gegen die aufständischen Genter. Für seine Loyalität und Verdienste wurde er 1456 in Den Haag als Ritter in den Orden vom Goldenen Vlies aufgenommen. Seitdem ließ er auch sein Wappen mit der Collane des angesehenen Ordens zieren.
Am 6. Mai 1453 heiratete Adolf Beatrix von Portugal, eine Tochter Peters von Portugal, des Herzogs von Coimbra, und damit Enkelin des portugiesischen Königs Johann I. Sie brachte neben einer jährlichen Apanage von 25.000 Kronen auch die Herrschaft Dreischor in Zeeland als Mitgift in die Ehe.

### Generalstatthalter und Regentschaft
Im Heer Karls des Kühnen zog Adolf 1465 im Guerre du Bien Public (deutsch: Krieg für das Allgemeinwohl) gegen den französischen König Ludwig XI. und beteiligte sich als einer der führenden Hauptleute in der Zeit von 1466 bis 1468 auch an Karls Kriegszügen gegen Aufstände in Lüttich und Dinant. Als Dank dafür setzte ihn Karl schließlich als Statthalter in Arras ein.

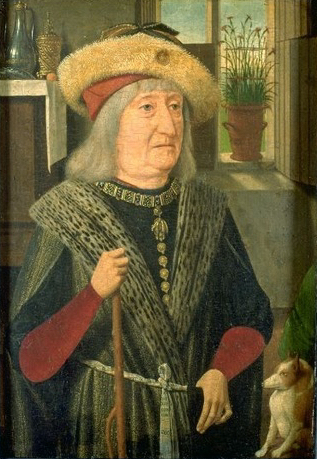
Porträt Adolfs von Kleve eines anonymen Malers, vor 1500

1470 heiratete Adolf in zweiter Ehe Anna von Burgund, eine illegitime Tochter Herzog Philipps des Guten. Er war mittlerweile zu einem der einflussreichsten und angesehensten Mitglieder am burgundischen Hof aufgestiegen, weswegen ihn Herzog Karl am 22. Juni 1475 für die Zeit seiner Abwesenheit während des Feldzuges gegen Lothringen zum Generalstatthalter der Burgundischen Niederlande ernannte. Nach Karls Tod bestätigte seine Tochter und Nachfolgerin Maria Adolf am 28. Januar 1477 als Regent über alle burgundischen Lande und ernannte ihn darüber hinaus am 7. Juli des gleichen Jahres zum Generalkapitän der von Frankreich bedrohten Grafschaft Hennegau. Dieses Amt hatte er bis zum 6. August 1482 inne. Wie sehr die neue Herzogin Adolf von Kleve vertraute, zeigt sich auch daran, dass sie ihn 1478 zum Paten für ihr erstes Kind Philipp erwählte.
Maria starb unerwartet 1482 nach einem Jagdunfall, und ihr Mann Maximilian, der spätere römisch-deutsche Kaiser, setzte im Juni 1483 einen Regentschaftsrat für Philipp, seinen noch unmündigen Sohn und Nachfolger Marias, ein. Zum Vorsitzenden ernannte er Adolf von Kleve, der damit nominell die Regentschaft für Philipp ausübte. Zudem fungierte er – ab 1485 gemeinsam mit Olivier de la Marche – als Erzieher des Thronfolgers. Maximilian löste den Rat jedoch schon im Oktober des gleichen Jahres wieder auf, um die vormundschaftliche Regierung selbst auszuüben, worauf Unruhen in den niederländischen Besitzungen ausbrachen. Adolf versuchte zwischen den Fronten zu vermitteln und konnte als Ergebnis seiner Bemühungen am 28. Juni 1485 den Frieden von Sluis verbuchen. Der Frieden war jedoch nur von kurzer Dauer, Adolf stellte sich nachfolgend zeitweilig auf die Seite der aufrührerischen Niederländer, zu denen auch sein Sohn Philipp zählte. Maximilian klagte ihn deshalb im April 1491 der Rebellion an, es kam jedoch zu keiner Verurteilung.
1492 kämpfte Adolf bereits wieder auf Habsburger Seite. Er starb am 18. September in Oostburg während der letzten Tage einer Belagerung von Sluis. Gemäß seinem testamentarischen Wunsch wurde er nach Brüssel überführt und im Oktober in der Kirche des dortigen Dominikanerklosters begraben. Seine zweite Frau Anna wurde nach ihrem Tod an seiner Seite bestattet. Das Grabmal beider ist heute jedoch nicht mehr erhalten, weil es 1695 von französischen Truppen König Ludwigs XIV. zerstört wurde.

## Ehen und Nachkommen
In erster Ehe heiratete Adolf am 6. Mai 1453 Beatrix von Portugal (1435–1462). Dieser Ehe entsprangen zwei Kinder:
- Philipp (* 1456; † 1528), Herr zu Ravenstein
- Louise (* 1457; † 1458)

Am 21. Juni 1470 ging Adolf eine zweite Ehe mit Anna von Burgund († 1507) ein. Diese Verbindung blieb kinderlos.